# ابوالحسن علی بن اخشید

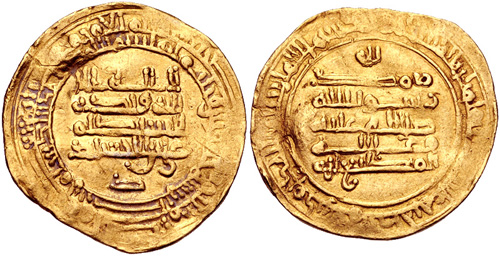
دینار طلای ابوالحسن ضرب در فسطاط، ۹۶۱/۲ میلادی

ابوالحسن علی بن اخشید (عربی: أبو الحسن علی بن الإخشید) سومین حاکم خودمختار آل اخشید، بر مصر، شام و حجاز تحت لوای خلافت عباسی بود.
او پسر کوچکتر محمد بن طغج اخشید، مؤسس دودمان آل اخشید، بود که پس از مرگ برادرش، ابوالقاسم اونجور بن اخشید، در سال ۹۶۱ میلادی، به حکومت رسید. قدرت واقعی در دوران زمامداری او و برادرش، در دستان غلامی به نام ابوالمسک کافور بود. مهمترین رخداد دوران او شورش نوبه در ۹۶۳، توسط عده‌ای از بادیه‌نشینان ناراضی بود که در صحرای غربی و بیابان شام کوچرو بودند.
پس از مرگ علی در ژانویهٔ ۹۶۶، کافور پسرش احمد را بر تخت نشاند. کافور تا زمان مرگش در ۹۶۸ حاکم بود و پس از آن احمد قدرت را در اختیار گرفت.